# Stargate (película)
Stargate (en español: Puerta estelar) es una película franco-estadounidense, escrita por Dean Devlin y Roland Emmerich, dirigida por este último y estrenada en 1994. Está protagonizada por Kurt Russell y James Spader.
Fue la primera película en tener una página web, en la que aparecían fotografías, tráileres y un breve detrás de las cámaras.

## Sinopsis

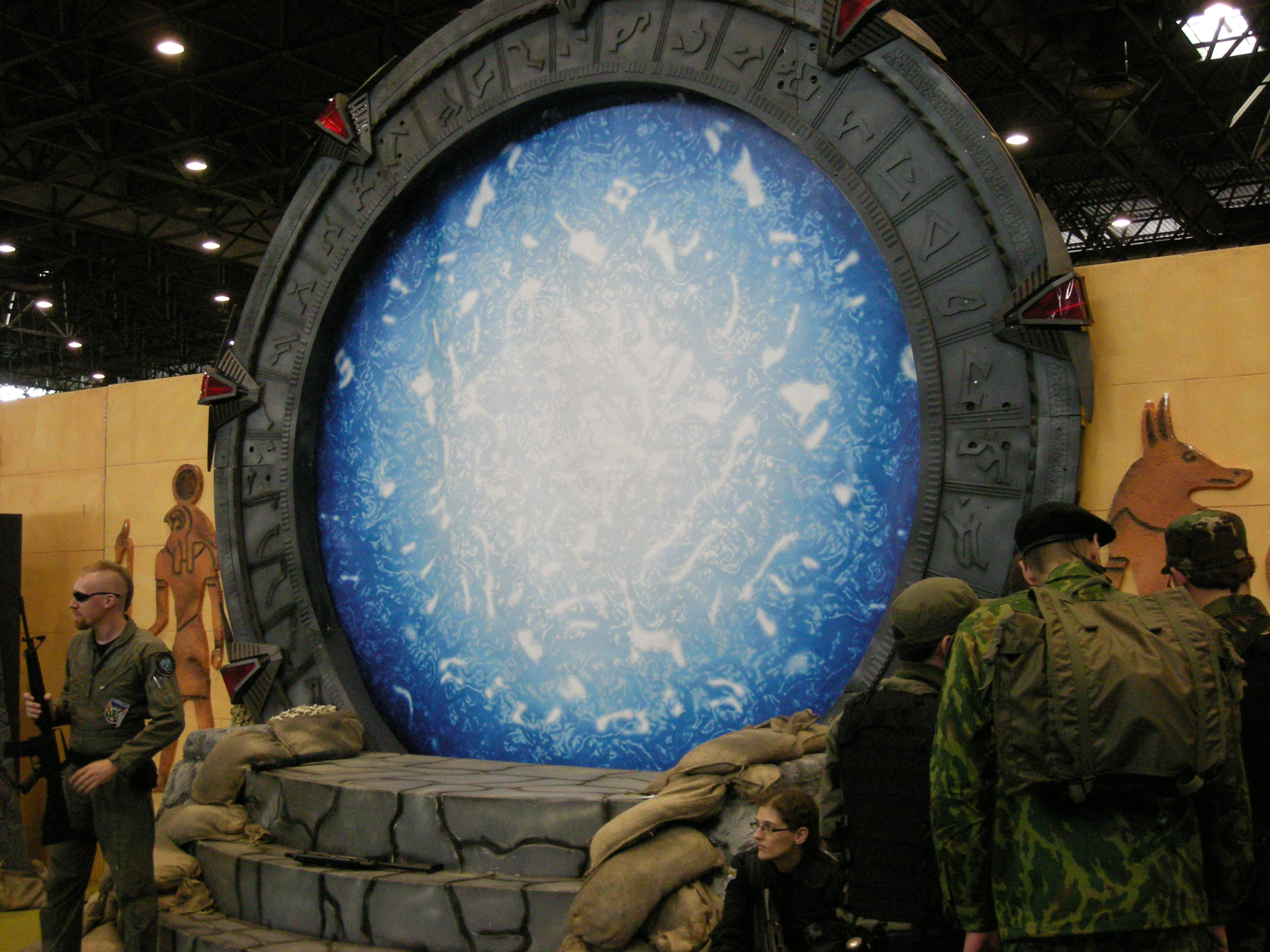
Reproducción del Stargate con la apariencia que muestra cuando esta activado.

En la película la acción comienza en el año 8000 a. C., en una pequeña aldea situada en el desierto norteafricano. Es de noche y los habitantes de la aldea duermen hasta que les despierta un ruido atronador causado por una nave alienígena que aterriza a pocos cientos de metros, emitiendo una luz cegadora. Todos huyen, a excepción de un joven que, para saciar su curiosidad, se acerca a la luz (al no saber lo que es) y, un destello cegador desciende sobre él.
En 1928 el equipo de arqueólogos del profesor Langford descubre en Guiza (Egipto) un extraño artefacto metálico con forma de anillo, cubierto por unas losas de protección con unas escritura. Mientras el profesor analiza las losas, su hija (Catherine) curiosea entre otros objetos descubiertos, y toma un colgante dorado que le llama la atención. Años más tarde, en 1994, el Dr. Jackson (James Spader), lingüista que daba una conferencia sobre la escritura egipcia, recibe la visita de Dra. Langford, que le propone una traducción de unas tablillas del Antiguo Egipto. 
El Dr. Jackson se tiene que trasladar hasta unas instalaciones militares en la Montaña Creek, Colorado, donde le muestran unas enormes losas de protección. En una pizarra contigua existía una traducción de parte de los símbolos, que no duda en corregir. La traducción de los otros símbolos le lleva dos semanas, hasta que se da cuenta de que no son símbolos sino constelaciones que señalan coordenadas en el Universo.
Cuando explica sus descubrimientos al General West y el resto de los militares, deciden enseñarle qué se encontraba debajo de las losas de protección. Gracias al Dr. Jackson, consiguen activar el Stargate y establecer un agujero de gusano con la otra punta del universo conocido.
Un grupo de militares encabezado por el Coronel O'Neil (Kurt Russell) y al que acompaña el Dr. Jackson, cruzan la puerta para explorar lo que se encuentren al otro lado.
Al cruzar la puerta, llegan a un mundo aparentemente desértico. El Stargate de aquel lado está dentro de un templo junto a una gran pirámide. Los militares acampan y el Dr. Jackson sale a explorar, encontrando por casualidad a una civilización de humanos prehistóricos que trabajan una mina. Algunos de los hombres de la expedición van a Nagada, la aldea de esta gente, y entablan amistad con ellos. Al Dr.Jackson le es ofrecida Sha'uri, la hija del jefe como esposa, quien le conduce a una gruta donde descubre la historia de ese mundo: hace miles de años, un alienígena moribundo llamado Ra llegó a la Tierra, tomó a un humano como anfitrión, poseyó su cuerpo y posteriormente utilizó su tecnología para autoproclamarse dios de aquellos primitivos humanos. Con el tiempo, hubo una revuelta en la Tierra, Ra huyó y el Stargate fue enterrado.
Mientras tanto, en el campamento base junto al Stargate, una nave con forma piramidal ha aterrizado, y los terrícolas han sido capturados por unos extraños seres con cabeza de animal. Cuando los demás regresan de la aldea y ven la nave, intentan averiguar que ocurre y son capturados también. O'Neil y Jackson son llevados ante quien parece estar al mando: el dios egipcio Ra.

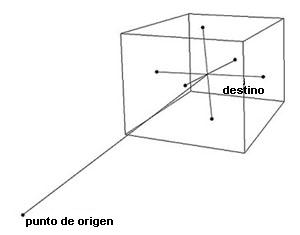
Funcionamiento del Stargate.

O'Neil intenta matar a Ra y en la trifulca muere el Dr. Jackson, quien es resucitado gracias a la tecnología alienígena. Para seguir vivo, Ra le insta a matar a sus compañeros capturados durante una ceremonia pública. Llegado el momento, entre el gentío que ha acudido, Jackson distingue a algunos de los jóvenes de Nagada, que portan armas de los soldados terrícolas. Comienza un tiroteo que aprovechan para escapar de allí y organizar un ataque contra el falso dios.
Ocultos como aldeanos en una caravana que lleva mineral como ofrenda a Ra, los soldados y algunos de los jóvenes, se dirigen hasta la nave palacio de Ra. En el camino, para no ser descubiertos, O'Neil mata a uno de los guardias de Ra. Al quitarle el casco con forma de animal, los aldeanos descubren que han sido esclavizados no por dioses sino por hombres como ellos, lo que les alienta a emprender la revuelta.
Una vez en la pirámide, los terrícolas empiezan a atacar a los guardias de Ra. Cuando se ven sitiados, aparecen todos los demás aldeanos armados con palos y piedras. Superando enormemente en número a los guardias, consiguen derrotarlos. Al ver esto, Ra activa la nave para huir. Antes de alejarse demasiado, consiguen teletransportar una bomba nuclear hasta la nave pirámide, que explota en el cielo para júbilo de todos los presentes.
Finalmente, todos los terrícolas que han sobrevivido regresan a la Tierra, salvo el Dr. Jackson, que prefiere quedarse con su ahora esposa Sha'uri.

## Reparto
| Papel                          | Actor           |
| ------------------------------ | --------------- |
| Coronel Jonathan 'Jack' O'Neil | Kurt Russell    |
| Dr. Daniel Jackson             | James Spader    |
| Dra. Catherine Langford        | Viveca Lindfors |
| Skaara                         | Alexis Cruz     |
| Shau'ri                        | Mili Avital     |
| Ra                             | Jaye Davidson   |
| Kasuf                          | Erick Avari     |
| Teniente Adam Kawalsky         | John Diehl      |
| Teniente Louis Feretti         | French Stewart  |
| Guardia Chacal                 | Carlos Lauchu   |
| Guardia Halcón                 | Djimon Hounsou  |
| General West                   | Leon Rippy      |
| Gary Meyers                    | Richard Kind    |
| Barbara Shore                  | Rae Allen       |
| Catherine Langford joven       | Kelly Vint      |

## Continuación
Aunque Stargate marca el inicio de la saga Stargate, en realidad pretendía ser la primera de una trilogía de películas con un rumbo en la trama diferente al que seguiría la serie. Pero no se pudo llevar a cabo debido a que Devlin y Emmerich tenían entre manos otro proyecto (Independence Day).
Sin embargo, en 2006, el propio Devlin anuncia que le gustaría retomar el proyecto, y que los actores originales (Russell y Spader) se han mostrado interesados en el asunto.

## Razas
En Stargate aparecen numerosas razas y civilizaciones ficticias que podrían dividirse en humanas, y no humanas.